# I. sbor Armády Spojených států amerických
I. sbor (anglicky: I Corps /First Corps), přezdívaný America's Corps je sbor amerických pozemních sil. Sídlí ve Fort Lewis.

## Historie
Sbor se účastnil první světové války, aktivován byl v lednu 1918.
Jeho vojáci bojovali v druhé bitvě na Marně. Dne 25. března 1919 byl sbor demobilizován. V roce 1940 byl sbor aktivován v Columbii ve státě Jižní Karolína. Za druhé světové války bojoval proti Japoncům. I. sbor se účastnil osvobození Filipín, a poté na okupaci Japonska. Na konci března 1950 byl sbor demobilizován. V srpnu 1950 byl sbor znovu aktivován ve Fort Bragg v Severní Karolíně. Následně byl odeslán do Koreje.